# Sister Act (musical)
Sister Act és un musical escrit per Cherie Steinkellner i Bill Steinkellner, amb material afegit al llibret de Bill i Cherie Steinkellner, amb lletres de Glenn Slater i música de Alan Menken. Està basada en la pel·lícula homònima de 1992. La producció del West End del 2009 va ser produïda per també Stage Entertainment, Whoopi Goldberg i Michael Reno per Sis Acts LLC. Goldberg va produir també l'adaptació del 2011 a Broadway.

## Sinopsi

### West End
Acte 1
A Filadèlfia, la Mare Superiora declara que el convent necessita (Prologue) abans que Deloris Van Cartier, coronada "Lady Fabulous" de 1978, es vegi com actua al club nocturn dirigit pel seu xicot, el gangster Curtis Shank ("Take Me to Heaven"). Deloris està encantada, ja que creu que el seu xicot la presentarà a un productor discogràfic aquell dia (el seu aniversari), tot i que aviat s'assabenta que això no ho serà. Molesta i frustrada, Deloris es dirigeix a les seves cantants de suport KT i LaRosa, sobre els seus somnis de ser una estrella i la fama ("Fabulous, Baby!"). Decideix separar-se de Shank i sortir de Filadèlfia per anar a complir els seus somnis pel seu compte. No obstant això, arriba a Shank a temps de veure-la i la seva tripulació formada pel nebot TJ, Bones i Dinero, disparen a algú que creuen que ha "engreixat" sobre ells als policies. Horroritzada, Deloris fuig i Shank ordena als seus homes que la trobin i la portin de nou. Deloris corre cap a la comissaria i li explica el que va passar al cap del gabinet, Eddie. Els dos es reconeixen com a vells amics de l'escola amb Deloris que l'anomena "Sweaty Eddie". Eddie decideix que Deloris ha d'entrar al programa de protecció dels testimonis i l'envia al lloc on creu que Shank no la trobarà mai, un convent anomenat El Sant Orde de les Petites Germanes de la Mare de la Fe Perpètua.
Deloris està decebuda per aquesta idea al descobrir per la Mare Superior que el contacte amb el món exterior és limitat i que no pot fumar, beure ni portar cap roba menys que adequada ("Here Within These Walls"). Deloris s'uneix a les altres monges per sopar i després de diverses interaccions còmiques amb la sorprenent germana Mary Patrick, Deloris descobreix com les altres monges van rebre la seva "crida" del Senyor ("Here Within These Walls"). Tot seguit, demanen a Deloris que comparteixi la seva història amb elles i ella les menteix.
Mentrestant, al seu night-club, en Shank es mostra frustrat que no pugui trobar a Deloris enlloc. Explica als seus com no s'aturarà fins que trobi i mati a Deloris ("When I Find My Baby"). De tornada al convent, Deloris s'avorreix per la senzilla vida de les monges i decideix fer una visita al poble. Es dirigeix a l'altre costat del carrer fins a un bar lliscant i la segueixen sor Mary Lazarus, sor Mary Patrick i sor Mary Robert. Quan arriben les tres monges, els sorprèn trobar la sor Mary Mary Clarence (el nom encobert de Deloris) bevent i ballant, però suposen que intenta salvar les ànimes perdudes al bar. Deloris segueix aquesta idea i fa ballar tota la barra ("Do the Sacred Mass"). Tot i això, l'humor alegre es destrueix ràpidament quan Deloris reconeix els nois de Shank que entren al bar. Intenta amagar-se mentre pregunten a la gent del bar si han vist a Deloris. De cop i volta es produeix una baralla a la barra que ha de ser aturada per Eddie i la Mare Superiora, que ordena que les monges tornin al convent. Després s'enfronta a Deloris dient-li que s'ha de conformar a la vida de les monges. Eddie està d'acord, dient a Deloris que Shank ha augmentat el preu al cap, per la qual cosa ha d'anar amb compte. Deloris esclata al convent després de ser informada que s'ha de despertar a les 5 del matí i unir-se al cor. Eddie, ara només amb els borratxos i sense sostre al carrer, canta el seu desig de ser guai, deixar-se anar i impressionar a Deloris ("I Could Be That Guy").
L'endemà al matí, Deloris assisteix a la pràctica del cor i admet que el cor sona terrible. Això fa que la Mare Superior deixi a Deloris dirigir el cor. Deloris ho fa i ensenya a les monges a cantar en clau i puntualment. També aconsegueix fer sortir la tranquil·la i tímida sor Mary Robert de la seva petxina ("Raise Your Voice"). Aquell diumenge, el cor va interpretar un himne de ritme alt ("Take me to Heaven (Reprise)") que per a la sorpresa de l'església porta més gent i més donacions. La Mare Superior, però, està horroritzada com el simple cor tradicional que coneixia ha canviat i s'ha convertit en modern. Les notícies del cor es propagaran ben aviat amb fotògrafs i periodistes que venien a la història darrere de la darrera sensació: aquest meravellós cor no tradicional.
Acte 2
Durant les següents setmanes, el cor ha tingut un èxit increïble i els diners de les donacions han pagat perquè l'església es pugui remodelar i arreglar ("Sunday Morning Fever"). No obstant això, la nova fama té un preu. En Shank i els seus localitzen Deloris amb el cor al diari. En Shank ordena als seus nois que entrin al convent i que portin a Deloris. TJ, Bones i Dinero discuteixen com faran això ("Lady in the Long Black Dress"). Mentrestant, de tornada a l'església, mossèn Howard té algunes notícies fantàstiques: se li ha demanat al cor que faci un concert especial davant del Papa. El cor està encantat però nerviós i aquesta nit demanen a Deloris que pregui pel seu èxit ("Bless Our Show"). Deloris també espera amb il·lusió l'ocasió, tot i que la Mare Superior la crida i li diu que Shank i els seuls homes acaben de buscar-la i ha de marxar ràpidament. Les altres monges van escoltar i Deloris es veu obligada a dir-los la veritat sobre qui és realment i que no pot actuar amb elles. Deloris corre ràpidament per aconseguir les seves coses, seguida de sor Mary Robert, mentre que les altres monges decebudes tornen a les seves habitacions. Només a l'habitació de Deloris, la Mare Superior manifesta alegria que la vida pugui tornar a ser com era. Tanmateix, és evident que ella, juntament amb les altres monges, han desenvolupat un amor per Sor Mary Clarence i les seves formes modernes, si és poc ortodoxes, ("Here Within These Walls (Reprise)").
A mesura que Deloris es prepara per deixar la germana Mary Robert suplica anar amb ella, al·legant que s'ha inspirat per convertir-se en una persona més forta i seguir les coses que vol ("The Life I Never Led"). Deloris li diu que no necessita que faci això i que ho pot fer tot ella mateixa si vol. Deloris fuig del convent i es queda a casa d'Eddie tota la nit. Mentre es troba allà, inicialment es mostra encantada de que l'endemà testifiqui contra Shank i els seus nois i després torni a seguir la carrera que va somiar ("Fabulous, Baby! (Reprise)"). Culpable d'haver abandonat les seves germanes quan la necessitaven, reflexiona sobre la seva vida i s'adona que les eleccions que està prenent no la deixaran més que fama i diners, i quan s'apagin les llums ella estarà sola. Finalment, decideix tornar al convent i cantar amb les seves germanes. ("Sister Act").
Mentrestant, Shank pensa una nova manera d'entrar al convent ("When I Find My Baby (Reprise)"). Vestits de monges, en Shank i els seus nois es colen al convent; troben i persegueixen a Deloris. La germana Mary Patrick, que ha vist el que ha passat, informa les altres monges que insisteixen que han d'anar a ajudar a Deloris. La Mare Superiora, però, està contenta que es quedin i truquin a la policia, provocant un esclat de la germana Mary Robert que li diu que no estarà quieta i no obeirà més ordres a cegues; que ella ajudarà a Deloris ("The Life I Never Led (Reprise)"). Les altres monges estan d'acord i totes corren pel convent a la recerca de Deloris. Tot plegat es tradueix en un enfrontament final en què Shank, armat i perillós, diu a Deloris que es posi de genolls i pregui per la seva vida. Malgrat això, totes les germanes i les monges es posen davant seu dient-li a Shank que hauran de passar primer per elles ("Sister Act (Reprise)"). En Shank és a punt de començar a disparar a les monges quan entra Eddie i lluita contra Shank. Arresta a Shank i als seus nois i després demana a Deloris una cita que accepta. La Mare Superiora i la Deloris arriben a una treva i accepten que potser al capdavall no són tan diferents. L'espectacle finalitza amb totes les monges i, finalment, el repartiment complet canta davant del papa ("Spread the Love Around").

## Produccions

### Produccions originals a Pasadena i Atlanta
El musical es va estrenar al Pasadena Playhouse de Pasadena (Califòrnia) el 24 d'octubre de 2006 i es va tancar el 23 de desembre del 2006. Va batre rècords, amb un ingrés de 1.085.929 dòlars per convertir-se en l'espectacle que més m'ha tingut. Patina Miller, que després passaria a interpretar Deloris quan l'espectacle es va estrenar a Londres, va estar al conjunt i era la suplent de Deloris.
El musical va ser dirigit per Peter Schneider, desenvolupat per Schneider i Michael Reno,coreografiat per Marguerite Derricks, amb escenografia de David Potts, vestuari de Garry Lennon, il·luminació de Donald Holder i so de Carl Casella i Dominick Sack.
Charles McNulty, del Los Angeles Times, va escriure que el musical era un "blockbuster de Broadway per tot arreu", i Laurence Vittes ho va descriure com "molt divertit ... probablement per esdevenir un clàssic" a The Hollywood Reporter. Jonas Schwartz, de Theatremania.com, es va mostrar menys entusiasta i va dir que "pateix una mica de crisi d'identitat."
La producció es va traslladar al Alliance Theatre d'Atlanta, on es va desenvolupar entre el 17 de gener i el 25 de febrer de 2007. El repartiment va incloure Dawnn Lewis com Deloris, Elizabeth Ward Land com la Mare Superiora i Harrison White com Curtis.
Curt Holman, escrivint el lloc web CreativeLoafing.com amb seu a Atlanta, la va descriure com "una experiència inductor de plors de flors genuïnament intel·ligents i exuberants que s'alternen amb vergonyes que indueixen la crisi ... Les parts més febles de Sister Act solen ser les més importants Moments fidels a la pel·lícula, cosa que et fa preguntar què haurien pogut fer Menken, Slater i el deliciós equip de disseny de la producció amb material original".

### Producció original de Londres
Sister Act es va estrenar al West End al London Palladium el 2 de juny de 2009, després de prèvies des del 7 de maig. La producció va ser dirigida per Peter Schneider i coreografiada per Anthony Van Laast, amb escenografia de Klara Zieglerova, vestuari de Lez Brotherston i il·luminació de Natasha Katz. Després d'una recerca durant un any, l'actriu Patina Miller, de 24 anys, va obtenir el paper protagonista de Deloris, al costat de Sheila Hancock com a Mare Superiora, Ian Lavender com a mossèn Howard, Ian Lavender com Monsignor Howard, Chris Jarman com Shank, Ako Mitchell com Eddie, Katie Rowley Jones com Sister Mary Robert, Claire Greenway com Sister Mary Patrick and Julia Sutton com Sister Mary Lazarus.
Es va anunciar el 29 d'abril de 2010 que el cantant pop Simon Webbe de Blue s'uniria a l'elenc com a Shank el 31 de maig de 2010 i que la producció tancaria l'1 de gener de 2011. [12] Es va anunciar llavors. l'espectacle tancaria el 30 d'octubre de 2010 per donar pas a la nova producció musical d'Andrew Lloyd Webber de The Wizard of Oz. Chris Jarman es va prendre una pausa prevista en la programació des del maig, durant la qual Webbe va fer el paper de Shank, i Sheila Hancock va marxar el 31 de juliol a causa d'altres compromisos contractuals. Tots els membres del repartiment (a excepció de Simon Webbe, que va marxar el 28 d'agost) van romandre al programa fins que va tancar. Whoopi Goldberg es va incorporar al repartiment com a Mare Superiora per a un compromís limitat que inicialment havia durar del 10 al 31 d'agost del 2010, però va abandonar el repartiment el 27 d'agost a causa que la seva mare patís un ictus. A continuació, Goldberg fou succeïda per Sally Dexter. Tot i això, Goldberg va tornar al repartiment per a cinc representacions els dies 22, 23 i 25 d'octubre. L'espectacle es va tancar tal com es va anunciar el 30 d'octubre de 2010.

### La producció original de Broadway
Una adaptació recentment revisada de l'espectacle va obrir-se a Broadway al The Broadway Theatre el 20 d'abril de 2011, després de les prèvies que van començar el 24 de març del 2011. Jerry Zaks era el nou director (Zaks havia treballat anteriorment amb el compositor Alan Menken a la producció de Broadway del 2003 de Little Shop of Horrors.) amb Douglas Carter Beane reescrivint el llibret. Patina Miller, que va originar el paper de Deloris en la producció del West End, va tornar a repetir el paper a Broadway, debutant a Broadway. El repartiment original comptava amb Victoria Clark (Mare Superior), Fred Applegate (Monsenyor), Sarah Bolt (Sor Mary Patrick), Chester Gregory (Eddie), Kingsley Leggs (Curtis), Marla Mindelle (Sor Mary Robert) i Audrie Neenan (Sor Mary Lazarus). El 12 d'octubre de 2011, Clark va deixar la producció per motius desconeguts. Jennifer Allen va tenir el paper després de la seva marxa. Carolee Carmello va prendre el paper de la mare superiora el 19 de novembre de 2011. Raven-Symoné va reemplaçar Miller com a Deloris el 27 de març de 2012. L'espectacle va rebre múltiples nominacions als premis Tony a la temporada 2011, incloses al millor musical, a la millor actriu en un musical (Miller) i a la millor actriu destacada en un musical (Clark). La producció es va tancar el 26 d'agost de 2012 després de 28 prèvies i 561 actuacions.

### Barcelona
El 23 d'octubre de 2014, el Teatre Tívoli (Barcelona) acollí l'estrena mundial en castellà de Sister Act, amb un repartiment format per Mireia Mambo Bokele com Deloris Van Cartier, Àngels Gonyalons com la Mare Superiora, Enrique Sequero com Curtis Jackson, Juan Delgado com Eddie Souther, Gara Roda com Hermana María Roberta, Malia Conde com Hermana María Patricia, Silvia Abril com Hermana María Lázaro, Fermí Reixach com Monseñor O'Hara, Ramón Balasch com Joey, Antonio Curros com TJ, Gerard Mínguez com Pablo, Yanneris Sewer com Michelle i Elena Talenti com Tina.
Whoopi Goldberg, productora del espectáculo conjuntament amb Stage Entertainment i El Terrat, viatjà a Barcelona per assistir la nit de l'estrena. El març de 2015, Enrique Sequero i Antonio Curros abandonaren la companyia, sent substituïts per Benjamí Conesa i Héctor Fernández Otones com Curtis Jackson i TJ respectivament.
Dirigida per Carline Brouwer, responsable de la posada en escena de les produccions de Sister Act a Eropa, la versió espanyola comptà amb coreografia d'Anthony Van Laast, escenografia de Klara Zieglerova, vestuari de Lez Brotherston, il·luminació de Natasha Katz, supervisió musical de Michael Kosarin, i direcció associada de Britta Heiligentha. Marc Montserrat va ser el director resident, amb Arnau Vilà va ser el director musical i Xavier Cassadó realitzà la versió en castellà.
Després de sis mesos de funcions, amb uns 150.000 espectadors, la producció s'acomiadà de Barcelona el 10 de maig de 2015, començant una gira nacional que començà al Bilbao a l'agost i acabà el març de 2016 a València. El repartiment original comptà amb novetats, incloent Edu Engonga com Eddie Souther, Amparo Saizar com Hermana María Lázaro i Yelena Lafargue com Michelle, amb Josep Ferré com a nou director musical.
Finalment s'instal·là dos mesos a Madrid.

### Produccions posteriors
L'adaptació alemanya del show s'estrenà al Operettenhaus d'Hamburg el 2 de desembre de 2010. El paper de Deloris Van Cartier va ser interpretat per Zodwa Selele i Patricia Meeden. Daniela Ziegler interpretà el paper de Mare Superiora.
La primera producció de gira del Regne Unit es va obrir el 4 d'octubre de 2011 al Manchester Opera House, amb Cynthia Erivo com Deloris Van Cartier, Denise Black com a Mare Superiora, Julie Atherton com a germana Mary Robert i Michael Starke com a mossèn O'Hara. La gira va interpretar la seva última actuació el 20 d'octubre de 2012.
El setembre de 2011 s'estrenà una producció austríaca al Etablissement Ronacher de Viena.
A finals del 2011 s'estrenà una producció italiana al Teatro Nacionale de Milà. El repartiment incloïa Loretta Grace (Deloris), Dora Romano (Mare Superiora) i Felice Casciano (Curtis Shank).
El 20 de setembre de 2012 s'estrenà al Teatre Mogador de París la versió francesa.
La primera gira nacional nord-americana va debutar el 2 d'octubre de 2012 al Ed Mirvish Theatre de Toronto, Canadà i es va tancar el 29 de juny de 2014 al Majestic Theatre de San Antonio (Texas). El repartiment incloïa a Ta'Rea Campbell com Deloris Van Cartier, Hollis Resnik com a Mare Superiora (després substituïda per by Lynne Wintersteller). Una segona gira nacional (non-equity) es va dur a terme entre 2014-2015.
El 2013 s'estrenà la versió neerlandesa. El paper de Deloris van Cartier fou interpretat per Carolina Dijkhuizen,
Una nova gira al Regne Unit es va inaugurar oficialment l'11 d'agost de 2016, fins al 3 de setembre de 2017. Dirigida i coreografiada per Craig Revel Horwood, la gira va estar protagonitzada per Alexandra Burke com Deloris Van Cartier i Jon Robyns com Eddie i Rosemary Ashe com a germana Mary Lazarus
La primera gira internacional va començar el 9 de maig de 2017 al Marina Bay Sands de Singapur i va visitar Filipines, Xina, Japó i Corea del Sud, tancant el 21 de gener de 2018 a la Sala Blue Interpark Hall de Seül. El repartiment va ser dirigit per Dené Hill com a Deloris Van Cartier.
El 23 d'octubre de 2019, es va anunciar que el musical s'obrirà a partir del 29 de juliol del 2020 al Hammersmith Apollo per 39 actuacions. Whoopi Goldberg havia de protagonitzar-la com a Deloris Van Cartier, amb Jennifer Saunders en el paper de Mare Superiora. La producció s'ha endarrerit fins al 2021 a causa de la pandèmia COVID-19, ara es farà del 20 de juliol al 29 d'agost.
Un segon tour del Regne Unit que havia de començar el 2020 al Leicester Curve Theatre també s'ha endarrerit.

## Cançons

### Cançons del West End
| Acte I - "Take Me to Heaven" – Deloris, KT, LaRosa & Backups - "Fabulous, Baby!" – Deloris, KT & LaRosa - "Here Within These Walls" – Mare Superiora & Monges - "How I Got the Calling" – Deloris, Mary Patrick, Mary Lazarus, Mary Robert & Monges - "When I Find My Baby" – Shank, TJ, Bones & Dinero - "Do The Sacred Mass" – Deloris, Mary Patrick, Mary Lazarus, Mary Robert & Barflies - "I Could Be That Guy" – Eddie & Transients - "Raise Your Voice" – Deloris, Mary Patrick, Mary Lazarus, Mary Robert & Monges - "Take Me to Heaven" (Reprise) – Monsignor Howard, Deloris, Mare Superiora, Mary Patrick, Mary Lazarus, Mary Robert, Monges & Photographers | Acte II - "Sunday Morning Fever" – Monsignor Howard, Deloris, Mare Superiora, Eddie, TJ, Bones, Dinero, Monges & Barflies - "Lady in the Long Black Dress" – TJ, Bones & Dinero - "Bless Our Show" – Deloris, Mary Patrick, Mary Lazarus, Mary Robert & Monges - "Here Within These Walls" (Reprise) – Mare Superiora - "The Life I Never Led" – Mary Robert - "Fabulous, Baby!" (Reprise) – Deloris, Backups & Monges - "Sister Act" – Deloris - "When I Find My Baby" (Reprise) – Shank - "The Life I Never Led" (Reprise) – Mary Robert - "Sister Act" (Reprise) – Deloris, Mare Superiora, Mary Patrick, Mary Lazarus, Mary Robert & Monges - "Spread the Love Around" – Mare Superiora, Deloris, Mary Patrick, Mary Lazarus, Mary Robert, Monges & Altar Boy |

### Cançons de Broadway
| Acte I - "Take Me to Heaven" – Deloris, Michelle & Tina - "Fabulous, Baby!" – Deloris, Michelle & Tina - "Here Within These Walls" – Mare Superiora & Deloris - "It's Good to Be a Nun" – Deloris, Mary Patrick, Mary Robert, Mary Lazarus & Monges - "When I Find My Baby" – Curtis, Joey, Pablo & TJ - "I Could Be That Guy" – Eddie & Bums - "Raise Your Voice" – Deloris, Mary Patrick, Mary Robert, Mary Lazarus & Monges - "Take Me to Heaven" (Reprise) – Deloris, Mary Patrick, Mary Robert, Mary Lazarus & Monges | Acte II - "Sunday Morning Fever" – Deloris, Mare Superiora, Monsignor O'Hara, Eddie, Mary Patrick, Mary Robert, Mary Lazarus, Monges & Workers - "Lady in the Long Black Dress" – Joey, Pablo & TJ - "Haven't Got a Prayer" – Mare Superiora - "Bless Our Show" – Deloris, Mary Patrick, Mary Robert, Mary Lazarus & Monges - "The Life I Never Led" – Mary Robert - "Fabulous, Baby!" (Reprise) – Deloris, Eddie, Monges & Fantasy Dancers - "Sister Act" – Deloris - "When I Find My Baby" (Reprise) – Curtis - "The Life I Never Led" (Reprise) – Mary Robert - "Sister Act" (Reprise) – Deloris, Mare Superiora, Mary Patrick, Mary Robert, Mary Lazarus & Monges - "Spread the Love Around" – The Company |

## Repartiments
| Personatge          | Repartiment original del West End | Repartiment original de Broadway | Primera gira pel Regne Unit | Primera gira pels Estats Units | Barcelona           |
| ------------------- | --------------------------------- | -------------------------------- | --------------------------- | ------------------------------ | ------------------- |
| Deloris van Cartier | Patina Miller                     | Patina Miller                    | Cynthia Erivo               | Ta'Rea Campbell                | Mireia Mambo Bokele |
| Mother Superior     | Sheila Hancock                    | Victoria Clark                   | Denise Black                | Hollis Resnik                  | Àngels Gonyalons    |
| Curtis Shank        | Chris Jarman                      | Kingsley Leggs                   | Cavin Cornwall              | Kingsley Leggs                 | Enrique Sequero     |
| Monsignor Howard    | Ian Lavender                      | Fred Applegate                   | Michael Starke              | Richard Pruitt                 | Fermí Reixach       |
| Eddie               | Ako Mitchell                      | Chester Gregory                  | Edward Baruwa               | E. Clayton Cornelious          | Juan Delgado        |
| Sister Mary Robert  | Katie Rowley Jones                | Marla Mindelle                   | Julie Atherton              | Lael Van Keuren                | Gara Roda           |
| Sister Mary Patrick | Claire Greenway                   | Sarah Bolt                       | Laurie Scarth               | Florrie Bagel                  | Malia Conde         |
| Sister Mary Lazarus | Julia Sutton                      | Audrie Neenan                    | Jacqueline Clarke           | Diane J. Findlay               | Silvia Abril        |

Entre els relleus notables per a la producció del West End trobem: com la Mare Superiora, Whoopi Goldberg i Sally Dexter; com Curtis Shank, Simon Webbe; com Sister Mary Lazarus, Jacqueline Clarke. Entre els relleus notables per a la producció de Broadway trobem: Raven-Symoné
com Deloris van Cartier i Carolee Carmello com Mare Superiora.

## Resposta crítica

### West End
L'opinió crítica sobre la producció del West End va ser mixta. Ian Shuttleworth, del Financial Times, va pensar que tot i que la trama està plena de "grans forats", "no és un espectacle sense cervells; les lletres de Glenn Slater solen ser agradablement nítides. El fet que sempre que es triï entre l'elecció creativa i la comercial, les vendes comercials surten cada cop."
Charles Spencer a The Telegraph va escriure "Sister Act" resulta més agradable a l'escenari que no pas a la pel·lícula" i "les alegres i l'ovació permanent al final eren genuïnes i merescudes". Va afegir: "El llibret, dels escriptors de Cheers Cheri i Bill Steinkellner, és fort, divertit i emotiu. I la partitura d'inspiració disco del favorit de Disney, Alan Menken, amb lletra de Glenn Slater, és un cracker. Francament, el que no ho és com ara, sobretot quan teniu una coral de monges corals que canten els seus cors de manera extàtica?"
Mentre que Michael Billington, de The Guardian va pensar que la música d'Alan Menken "té una efectivitat batuda", va valorar el musical només dues de cada cinc estrelles, anomenant-lo "sorollosament agressiu" i "un espectacle que se sent menys com una obra d'art dirigida personalment que una explotació comercial d'una franquícia existent. ". Va continuar, "El que originalment era una fantasia de contes de fades ... no té sentit en la seva nova encarnació vulgaritzada. A la pel·lícula, la música va sorgir naturalment de la història: fins i tot hi havia una certa intel·ligència de veure un grup de guerrers desgraciats convertits en una unitat cohesionada, però aquí, molt abans que l'heroïna hagi de treballar en les seves laringes, estan saltant l'escenari com els pros del showbiz que ens expliquen com vaig rebre la trucada. el repartiment també ha de donar-ne un número. Com a resultat, la trama grinyola mentre escoltem les fantasies de macho alfa d'un policia, o sobre uns matons que esgoten amb els seus somnis humits."
A la Evening Standard, Fiona Mountford va classificar-la com a quatre de les cinc estrelles i va declarar: "Si es tracta d'una intervenció divina o no, és un triomf amb l'hàbit"
El crític de The Times, Benedict Nightingale va classificar l'espectacle de tres de cinc estrelles, observant que "una pel·lícula sentimental bastant dolça ha estat agitada, aguditzada, tenint en compte el que, en cas que el Palladium volés fins a Times Square, en diríem el gran, descarat tractament de Broadway ... Hi ha menys comèdia feble, però molta més música, la majoria és endeutada a la dècada de 1970, en què es troba ara l'acció."
David Benedict de Variety va citar el seu "inici lent" i "una història contundent", però va pensar que "l'efecte acumulat és entretingut i irresistiblement entretingut".

### Broadway
La producció de Broadway va rebre principalment crítiques positives.
Mark Kennedy, de The Associated Press, va escriure a la seva ressenya, "Es tracta d'un musical que toca tots els llocs correctes, aconseguint una cosa propera a la gràcia de Broadway. Ajuda que el musical tingui grans melodies originals del cantautor Alan Menken i el lletrista Glenn Slater que deriva de Motown, soul i funk, discoteca i fins i tot una mica bromista Barry White, Menken i Slater, que també es van unir a The Little Mermaid, saben perfectament com canviar el clima i el clima.
Elysa Gardner, dels USA Today, va donar tres estrelles i mitja sobre quatre i va dir: "Sister Act: Una divina comèdia musical pot ser menys profana i provocadora del pensament que The Book of Mormon, però té el seu propi i els sorprenents encants. El compositor Alan Menken i el lletrista Glenn Slater proporcionen melodies originals que assenten descaradament, però amb afecte genuí, a aquella època del pop, alhora que impulsen la història amb un estil i una exuberància específics per al teatre musical ben elaborat."
Elisabeth Vincentelli del New York Post també va donar a l'espectacle tres estrelles i mitja sobre quatre i va escriure: "Els números grans i brillants són les torrades dels musicals de Broadway. L'únic que és millor? Números grossos i brillants ... amb monges!" Sister Act "té moltes coses, i és una de les sorpreses més felices de la temporada. Menken evoca el so exuberant i divertit de Philly soul sense caure en el simple pastís:" When I Find My Baby "comença com el dormitori R&B abans de la lletra. hilarant de torn "Take Me to Heaven" i "Spread the Love Around" floreixen en epopeies de discoteca amb tota la seva acció, aquest últim es va convertir en un final extàtic.

Thom Geier, de Entertainment Weekly el va puntuar com "B +" i va escriure: "Ha estat una temporada de musicals escènics poc concebuts o simplement decebedors basats en pel·lícules ... Qui hauria imaginat que l'última iteració de la tendència de reciclatge de Broadway, Sister Act ... seria tan gran? L'ajuda que l'espectacle compti amb un autèntic gir estrella de la recent arribada Patina Miller com a aspirant a la cantant Deloris Van Cartier, mentre que Sister Act es basa en la música totalment nova, però, per sort, la partitura és del talentós Alan. Menken (Little Shop of Horrors, Beauty and the Beast) i el seu lletrista de fa temps, Glenn Slater. Hi ha alguns autèntics destacats melòdics aquí, impulsats per la decisió de tornar a muntar l'espectacle a la Filadèlfia de 1977."
Charles Isherwood del New York Times va fer un comentari mixt i va escriure: "Tant de bo pogués informar que les monges cantants de l'Església de Philly Soul estan donant a aquells Mormons perversos d'Àfrica que es guanyen els seus diners al departament de brutal hilaritat. Però, quan els números corals jubilants es redueixen com és inevitable, "Sister Act" torna a caure en les soltes bandes de teatre musical i manca principalment de la inspiració vigorosa. Mr. Menken, que va escriure la partitura de "Little Shop of Horrors" (amb el lletrista Howard Ashman), és un hàbil intèrpret del so de Filadèlfia. " Tot i així, va lloar la actuació de Miller, escrivint que "té una presència radiant i una veu forta amb un timbre embrutat com Deloris Van Cartier, una diva disco seria a la dècada de 1970, Philly, que va a la llum quan les bales comencen a volar.
Steven Suskin, de Variety, va fer un comentari desfavorable: "El nou sintonitzador té diversos actius que el situen còmodament en la categoria d'entreteniment de bon gust i potser l'haurien llançat a la part superior de la temporada passada o fins i tot fa tres mesos. Però el temps és tot. "Sister Act" s'inclou en un bon grapat de musicals, entre els quals hi ha una altra adaptació de pel·lícules de discoteca (Priscilla Queen of the Desert), i les comparacions no són favorables. La versió de Broadway de 'Sister Act' és brillant, però sembla un desgast de pneumàtics desgastats repeteix massa sovint."

## Premis i nominacions

### Producció original de Broadway
| Any  | Premi                   | Categoria                                             | Nominat            | Resultat | Ref    |
| ---- | ----------------------- | ----------------------------------------------------- | ------------------ | -------- | ------ |
| 2010 | Premis Laurence Olivier | Millor Musical Nou                                    | Millor Musical Nou | Nominat  | [ 65 ] |
| 2010 | Premis Laurence Olivier | Millor Actriu de Musical                              | Patina Miller      | Nominat  | [ 65 ] |
| 2010 | Premis Laurence Olivier | Millor Actuació en un Paper de Repartiment de Musical | Sheila Hancock     | Nominat  | [ 65 ] |
| 2010 | Premis Laurence Olivier | Millor Coreògraf teatral                              | Anthony Van Laast  | Nominat  | [ 65 ] |

| Any  | Premi            | Categoria                                        | Nominat                                                      | Resultat | Ref    |
| ---- | ---------------- | ------------------------------------------------ | ------------------------------------------------------------ | -------- | ------ |
| 2011 | Premis Tony      | Millor musical                                   | Millor musical                                               | Nominat  | [ 66 ] |
| 2011 | Premis Tony      | Millor llibret                                   | Cheri Steinkellner, Bill Steinkellner i Douglas Carter Beane | Nominat  | [ 66 ] |
| 2011 | Premis Tony      | Millor banda sonora                              | Alan Menken i Glenn Slater                                   | Nominat  | [ 66 ] |
| 2011 | Premis Tony      | Millor actriu protagonista de musical            | Patina Miller                                                | Nominat  | [ 66 ] |
| 2011 | Premis Tony      | Millor actriu de repartiment de musical          | Victoria Clark                                               | Nominat  | [ 66 ] |
| 2011 | Premi Drama Desk | Musical més destacat                             | Musical més destacat                                         | Nominat  | [ 67 ] |
| 2011 | Premi Drama Desk | Actriu més destacada a un musical                | Patina Miller                                                | Nominat  | [ 67 ] |
| 2011 | Premi Drama Desk | Actriu de repartiment més destacada a un musical | Victoria Clark                                               | Nominat  | [ 67 ] |
| 2011 | Premi Drama Desk | Música més destacada                             | Alan Menken                                                  | Nominat  | [ 67 ] |
| 2011 | Premi Drama Desk | Lletres més destacades                           | Glenn Slater                                                 | Nominat  | [ 67 ] |

## Enllaços eterns
- Internet Broadway Database Listing
- Official Sister Act The Musical website Arxivat 2007-08-11 a Wayback Machine.
- Sister Act Nun Run Arxivat 2010-01-13 a Wayback Machine.
- New York Times, November 13, 2008
- London Paper article[Enllaç no actiu]